# Haplopappus prunelloides
Haplopappus prunelloides là một loài thực vật có hoa trong họ Cúc. Loài này được (Poepp. ex Less.) DC. mô tả khoa học đầu tiên năm 1836.